# French River (Huronsee)
Der French River (französisch Rivière des Français) ist ein Fluss in Zentral-Ontario in Kanada. 
Er legt 110 km zwischen dem Lake Nipissing in westlicher Richtung zur Georgsbucht zurück. Dabei verläuft er hauptsächlich entlang der Grenze zwischen 
Parry Sound District und Sudbury District. Im weiteren Sinne teilt er Ontario in einen südlichen und einen nördlichen Teil. Der French River erhielt 1986 den Status eines Canadian Heritage River.

## Geographie
Der French River durchfließt das typische Gelände des Kanadischen Schilds, welches vielerorts durch von Gletscher bearbeitetes freistehendes Gestein charakterisiert ist. Der Oberlauf des Flusses befindet sich in einem waldreichen Gebiet. Die Mündung des French River bildet ein weitflächiges Flussdelta mit unzähligen Inseln und Kanälen.
Zu den Zuflüssen des French River zählen:
- Wanapitei River
- Pillow River
- Murdock River
- Wolseley River
- Little French River
- Restoule River
- Hall River

## Geschichte
Der Fluss diente früher als Transportkorridor der Algonquin in dieser Region. Die Ojibwa nannten das Gewässer sinngemäß  „Franzosenfluss“, da er mit den französischen Entdeckern des 17. Jahrhunderts (bspw. Étienne Brûlé, Samuel de Champlain und Pierre-Esprit Radisson) in Verbindung gebracht wurde als auch mit französischen Missionaren.
Zu den weiteren Entdeckern, die später dieser Route folgten, zählen Simon Fraser, Alexander MacKenzie und David Thompson.
Zu den Zeiten des Pelzhandels bildete der French River gemeinsam mit dem Ottawa River und dem Mattawa River einen Abschnitt des „Wasser-Highways“ zwischen Montreal und dem Oberen See. 
Der French River blieb danach bis etwa 1820 eine wichtige Kanu-Route. 
Die Gegend etablierte sich in neuerer Zeit als Sommerurlaubs- und Erholungsgebiet.
Aus diesem Grunde wurde der Fluss 1986 als Canadian Heritage River ausgezeichnet.
Ende des 19. Jahrhunderts dominierte die Holzwirtschaft das Gebiet.
Wegen des felsigen Geländes des Kanadischen Schildes entlang des Flusses, blieben große Teile des Flusslaufs relativ unberührt und bilden heute ein Ziel für Freizeitaktivitäten wie Kanu- und Kajakfahren, Angeln und Bootstouren.

## French River Provincial Park
Der French River Provincial Park ist ein 517,40 km² großes Schutzgebiet, das im Jahre 1989 gegründet wurde. Die nächstgelegene Siedlung ist Noëlville, ein Ortsteil der Gemeinde French River. Betrieben wird der Park von Ontario Parks.
Der Großteil des Flussufers zwischen Lake Nipissing und der Georgsbucht mit Ausnahme des Gebiets, welches von den Dokis First Nation besiedelt werden, sind als Teil des Provincial Parks geschützt. Es befinden sich 230 einfache back-country campsites entlang des French Rivers. Der French River ist weiterhin ein Anziehungspunkt für Urlauber und Cottage-Besitzern, die das klare Wasser, die felsigen Ufer und die Wälder genießen möchten.